# جواز سفر كاميروني
يصدر جواز سفر الكاميروني لمواطني الكاميرون للسفر الدولي، وتدعمها باللغتين الفرنسية والإنجليزية.

## السفر بدون تأشيرة
البلدان التالية تسمح تأشيرة مجانية أو على تأشيرة عند الوصول للمواطنين الكاميرونيين :

### أفريقيا
| البلدان والأقاليم      | شروط الحصول |
| ---------------------- | --- |
| بوروندي                | تأشيرة صدر لدى وصوله |
| الرأس الأخضر           | تأشيرة صدر لدى وصوله |
| جمهورية إفريقيا الوسطى | 3 أشهر |
| تشاد                   | 3 أشهر |
| جزر القمر              | وحرر 24 ساعة تأشيرة العبور صدر لدى وصوله إلى المطار. في غضون 24 ساعة هذا يجب تحويلها إلى تأشيرة كاملة في مكتب الهجرة في موروني (رسوم مستحقة الدفع)                    |
| الكونغو                | 3 أشهر |
| جيبوتي                 | 1 الشهر أصدرت تأشيرة لدى وصوله |
| غامبيا                 | على جواز سفر لدخول ميناء ال 24-72 ساعة العبور تمرير يتم إصدارها. ويجب أن يتم تحويلها إلى تأشيرة كاملة صالحة حتى 1 الشهر في دائرة الهجرة في بانجول (رسوم مستحقة الدفع) |
| مدغشقر                 | 90 يوما أصدرت تأشيرة لدى وصوله لألعاب 140,000 |
| مالي                   | 3 أشهر |
| موريتانيا              | 3 أشهر |
| موزمبيق                | 30 يوما من إصدار تأشيرة دخول لدى وصولهم إلى 25 دولارا أمريكيا |
| نيجيريا                | 90 يوم |
| سيشل                   | 1 يوم |
| توغو                   | 7 التأشيرات الصادرة اليوم لدى وصوله |
| أوغندا                 | 3 الشهر تأشيرة صادرة عن وصول 50 دولارا |
| زامبيا                 | 3 الشهر تأشيرة صادرة عن وصول 50 دولارا |

### الأمريكتين
| البلدان والأقاليم       | شروط الحصول          |
| ----------------------- | -------------------- |
| دومينيكا                | 6 أشهر               |
| الإكوادور               | 90 يوم               |
| غرينادا                 | 3 أشهر               |
| هايتي                   | 3 أشهر               |
| مونتسرات                | 3 أشهر               |
| سانت كيتس ونيفيس        | 14 يوم [وصلة مكسورة] |
| سانت فينسنت والغرينادين | 1 أشهر               |

### آسيا
| البلدان والأقاليم | شروط الحصول                                                                   |
| ----------------- | ----------------------------------------------------------------------------- |
| أذربيجان          | 30-day visa issued upon arrival for US$100                                    |
| بنغلاديش          | 90 day visa issued on arrival for $50                                         |
| كمبوديا           | 30 day visa issued on arrival for US$ 20                                      |
| جورجيا            | 360 day visa issued on arrival for 100 GEL                                    |
| لاوس              | 30 day visa issued on arrival for US$ 30                                      |
| المالديف          | 30 days                                                                       |
| ماكاو             | 30 day visa issued on arrival for 100 MOP                                     |
| الفلبين           | 21 days                                                                       |
| سنغافورة          | 30 days                                                                       |
| سوريا             | 15 day visa issued on arrival نسخة محفوظة 12 مارس 2020 على موقع واي باك مشين. |
| تنزانيا           | 3 month visa issued on arrival for $50                                        |
| تيمور الشرقية     | 30-day visa issued upon arrival for US$30                                     |

### أوروبا
| البلدان والأقاليم | شورط الحصول |
| ----------------- | ----------- |
| كوسوفو            | 90 يوم      |

### أوقيانوسيا
| البلدان والأقاليم | شروط الحصول |
| ----------------- | ----------- |
| جزر كوك           | 31 يوم      |
| ميكرونيسيا        | 30 يوم      |
| ناورو             | 30 يوم      |
| نييوي             | 30 يوم      |
| بالاو             | 30 يوم      |
| ساموا             | 60 يوم      |
| توفالو            | 1 أشهر      |
| فانواتو           | 30 يوم      |